# Automobil Club der Schweiz

Logo

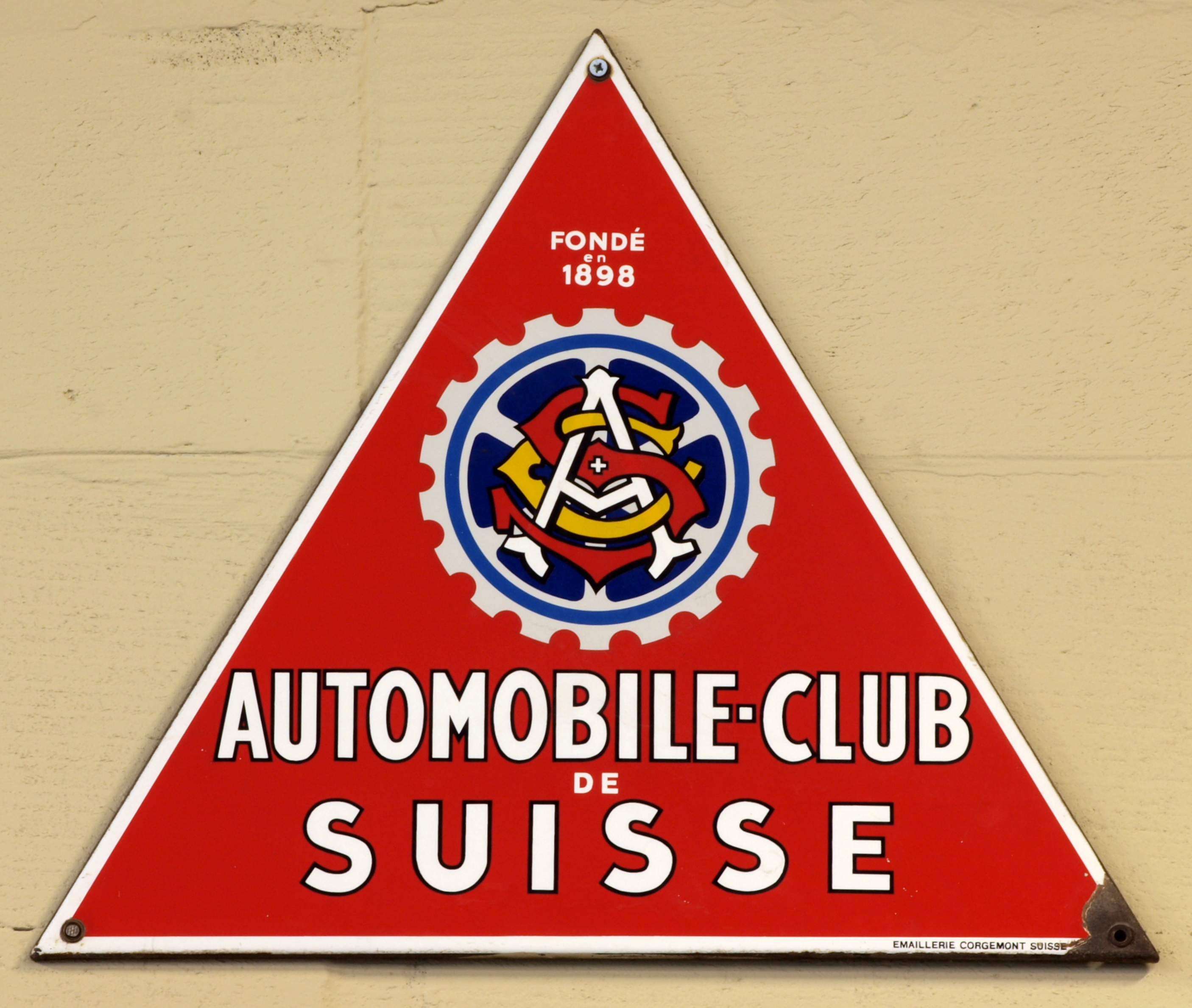
Werbetafel des Clubs

Der Automobil Club der Schweiz ist ein als Verein organisierter Verkehrsclub im Sinne des schweizerischen Zivilgesetzbuches. Seit seiner Gründung 1898 engagiert sich der ACS für die Interessen der Automobilisten. In den Anfangsjahren lag der Fokus auf der Verkehrspolitik und dem Motorsport. Im Laufe der Jahrzehnte kamen zusätzliche Bereiche wie Assistance-Dienstleistungen, Verkehrssicherheit, Classic Cars und Clubvorteile für die Mitglieder dazu.

## Geschichte
Der ACS wurde am 6. Dezember 1898 von Automobilgeneristen in Genf gegründet. Die Gründungsmitglieder des ACS waren TCS-Mitglieder, die vom Fahrrad auf das Automobil umstiegen. Die Interessen der Automobilisten standen dabei von Anbeginn im Zentrum. Er setzte sich schon damals für die Entwicklung der Mobilität, die Verbesserung des Strassennetzes, die gesetzliche Regelung des Verkehrs sowie die Vereinfachung der Zollformalitäten ein. Ab 1901 wurde der Club im Motorsport aktiv. Nebst den verkehrspolitischen Aktivitäten der Gründerväter war dies eine weitere Massnahme, um das umstrittene Automobil in der Bevölkerung attraktiv zu machen und dadurch mehr Akzeptanz zu verschaffen. 1904 wurde der ACS zudem Mitgründer der Fédération Internationale de l’Automobile (FIA), der er als Gründungsmitglied heute noch angehört.

## Organisation
Der Gesamtclub ist gegliedert in 19 Sektionen, welche ebenfalls in der Rechtsform eines Vereins organisiert sind. Gegründet wurden sie zwischen 1898 und 1933. ACS-Zentralpräsident ist der SVP-Nationalrat Thomas Hurter.
Mit dem Touring-Club der Schweiz (TCS), der anderen bedeutenden Automobilorganisation in der Schweiz, teilt der ACS viele Interessen. Als koordinierender Dachverband besteht seit 1944 der Schweizerische Strassenverkehrsverband (FRS, Fédération routière suisse), dessen Präsidium ACS und TCS im Turnus besetzen.

## Tätigkeiten
Der Club bietet seinen Mitgliedern verschiedene Versicherungen an und organisiert sogenannte «Drive Events». Besondere Aufmerksamkeit widmet er der Strassenverkehrsgesetzgebung und ihrer Anwendung. Ausserdem ist die Problematik der Verkehrssicherheit auf der Strasse seit seinem Bestehen eine der Hauptaktivitäten des ACS. Die Aktion «Sicher sehen» wird vom Fonds für Verkehrssicherheit unterstützt. Gleichzeitig setzt sich der ACS gegen die Schaffung von Tempo-30-Zonen ein.
Der ACS beteiligt sich darüber hinaus bei diversen Autorennen, wie etwa bei der Arosa ClassicCar, wo er als offizieller Co-Veranstalter fungiert. Er findet das in der Schweiz geltende Verbot von Rundstreckenrennen eine «Kuriosität».